# Биосфера (Монреаль)
Биосфера (фр. Biosphère de Montréal) — музей в Монреале, Квебек, Канада, принадлежащий Департаменту окружающей среды Канады и посвящённый окружающей среде и водным ресурсам. Расположен в парке Жан-Драпо на острове Святой Елены посреди реки Святого Лаврентия.
Музей размещён в здании бывшего американского павильона на всемирной выставке Экспо-67, был создан американским инженером и архитектором Ричардом Бакминстером Фуллером и представляет собой один из самых известных геодезических куполов, которые принесли Фуллеру всемирную славу.

## Здание
Внешняя оболочка здания монреальской Биосферы была построена в 1967 году по проекту Ричарда Бакминстера Фуллера и представляет собой геодезический купол 76 метров диаметром и 62 метра высотой, построенный из стальных стержней. Постройка была создана как павильон США ко всемирной выставке 1967 года и была позже передана в собственность города Монреаля. Согласно оригинальному проекту конструкция была покрыта извне прозрачной акриловой плёнкой. Это покрытие было уничтожено во время пожара 1976 года, и его было решено не восстанавливать.
Изображение конструкции Биосферы нередко используется для иллюстрации строения молекул фуллеренов, аллотропных модификаций углерода, получили своё название именно в честь Ричарда Бакминстера Фуллера, чьей «визитной карточкой» были конструкции подобной формы.

## Музей
В 1990 году Департамент окружающей среды Канады заключил соглашение с мэрией Монреаля, согласно которому эта государственная организация получила право на использование конструкции Биосферы для создания музея, посвящённого прежде всего экосистеме реки Святого Лаврентия. В течение следующих лет внутри купола были возведены музейные помещения и 5 июня 1995 года был официально открыт музей Биосфера, который стал первым в стране музеем, посвящённым водной экосистеме.
Главной целью функционирования музея определена популяризация идей экономного использования водных ресурсов, борьбы с климатическими изменениями и обеспечения возобновляемости природных ресурсов.